# Salamandra atra

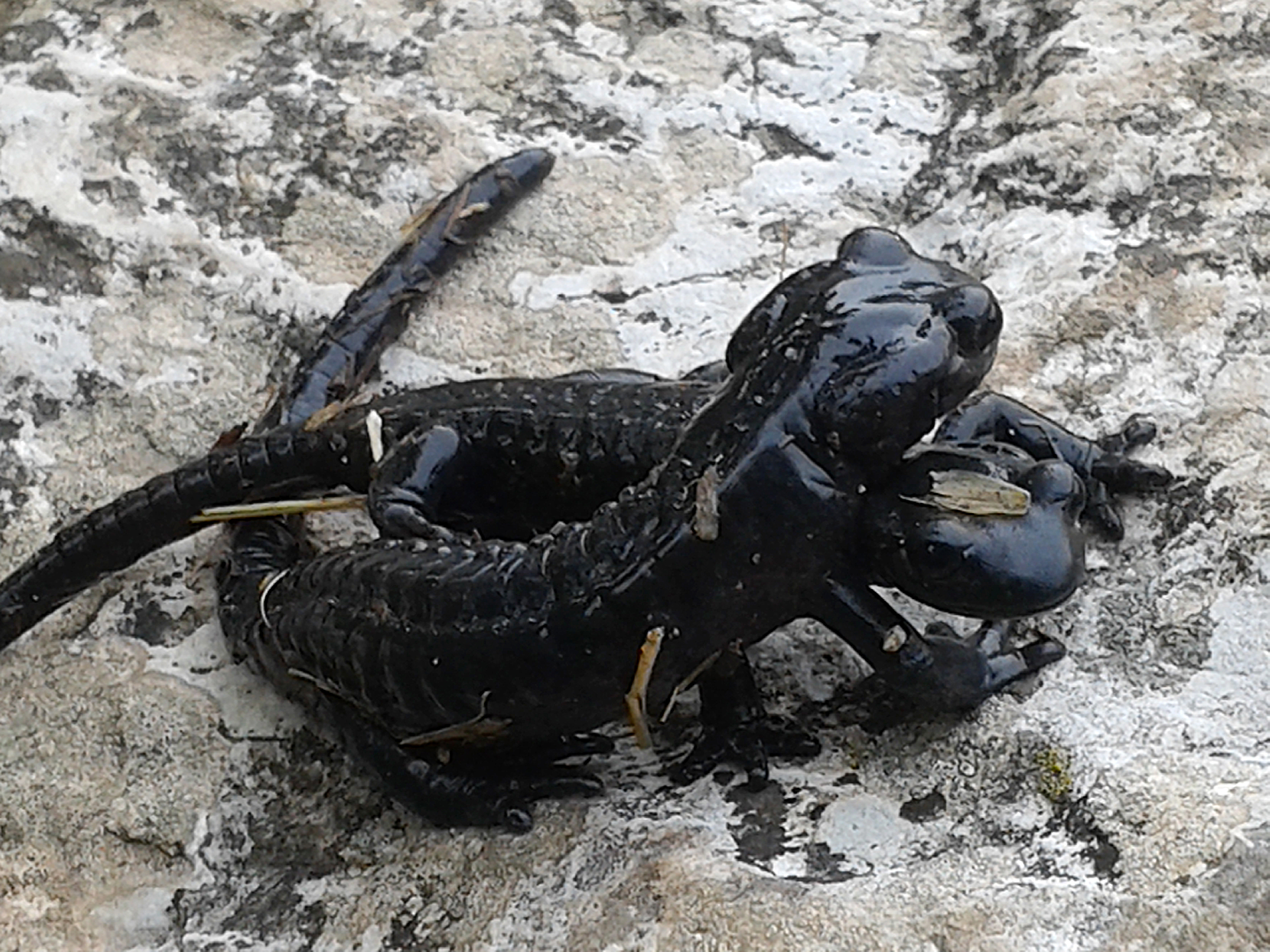
Salamandra atra sotto la Tofana di Rozes, Ampezzo

La salamandra nera (Salamandra atra Laurenti, 1768) è un anfibio caudato appartenente alla famiglia Salamandridae, diffuso nelle Alpi.

## Descrizione
Affine alla salamandra giallo-nera cui somiglia moltissimo. Di pelle scura e senza macchie, è di mole alquanto inferiore.

## Biologia
Per evitare la disidratazione esce allo scoperto solo in tempo di pioggia o nebbia, e si nasconde in profondità nel terreno nei periodi di siccità.

### Riproduzione
Secondo Schreiber, la salamandra nera si riproduce in maniera diversa dalla giallo-nera. Essa partorisce infatti figli già metamorfosati, in numero di due ogni volta: infatti, anche se molte uova passano nell'ovidutto, non si sviluppa mai più di un embrione per corno dell'utero (l'utero è bifido, si sviluppa un embrione per ciascuno dei due corni), che si nutre, fino al momento della sua nascita, dei tuorli (in numero di circa venti) che rimangono sterili nell'ovidutto materno. Il piccolo non solo giunge ad una perfetta formazione nel ventre della madre, ma cresce sino ad una lunghezza di 40-44 millimetri; la coda è spesso voltata due volte sul corpo. Le branchie somigliano a quelle della salamandra giallo-nera, ma sono più grosse e misurano quasi la metà della lunghezza totale del corpo: queste branchie scompaiono prima della nascita e nei piccoli nati si presentano come due monconi. La larva può fare a meno dell'acqua e talvolta la madre, in cattività, depone il figlio all'asciutto. Questo modo di riprodursi non trova riscontro in nessun'altra salamandra.
Di solito, i due piccoli che si trovano negli ovidutti crescono uguali in grossezza e forza e nascono nella stessa ora, ma può anche capitare che si sviluppino in grado diverso e che uno nasca parecchi giorni o, addirittura, qualche settimana dopo l'altro. Tale differenza sembra derivare dal fatto che il primo uovo fecondato può degenerare e se ne può sviluppare un altro in sua vece: infatti si vedono spesso in uno stesso ovidutto due o tre uova a gradi diversi di sviluppo, mentre le altre sono già compresse e schiacciate. Da ciò risulta che tutte le uova mature in uno stesso periodo sono fecondate, ma solo due sono quelle che si sviluppano. La gravidanza è tra le più lunghe del regno animale, può durare tra i due e i quattro anni.

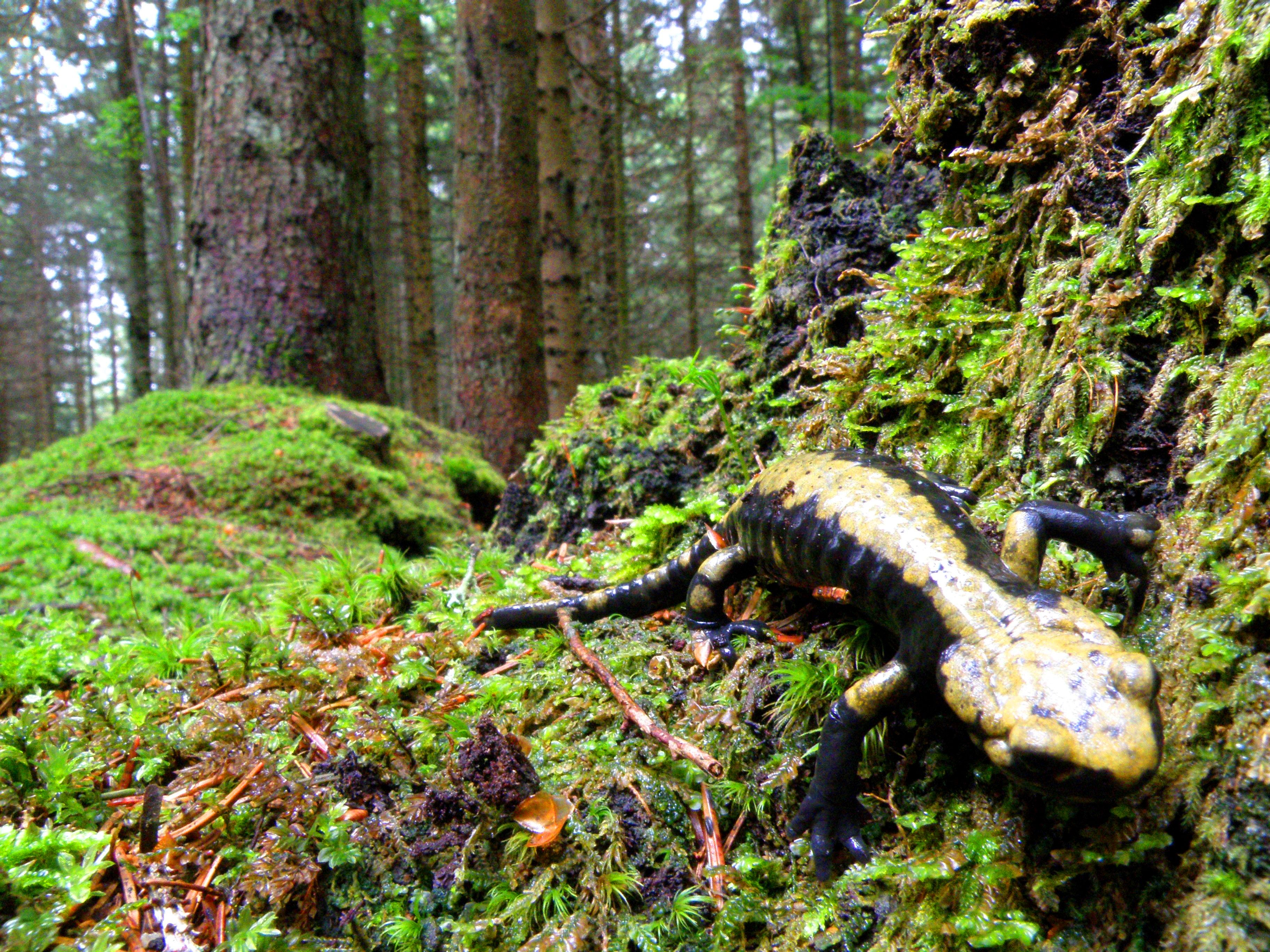
Salamandra atra aurorae Trevisan, 1982

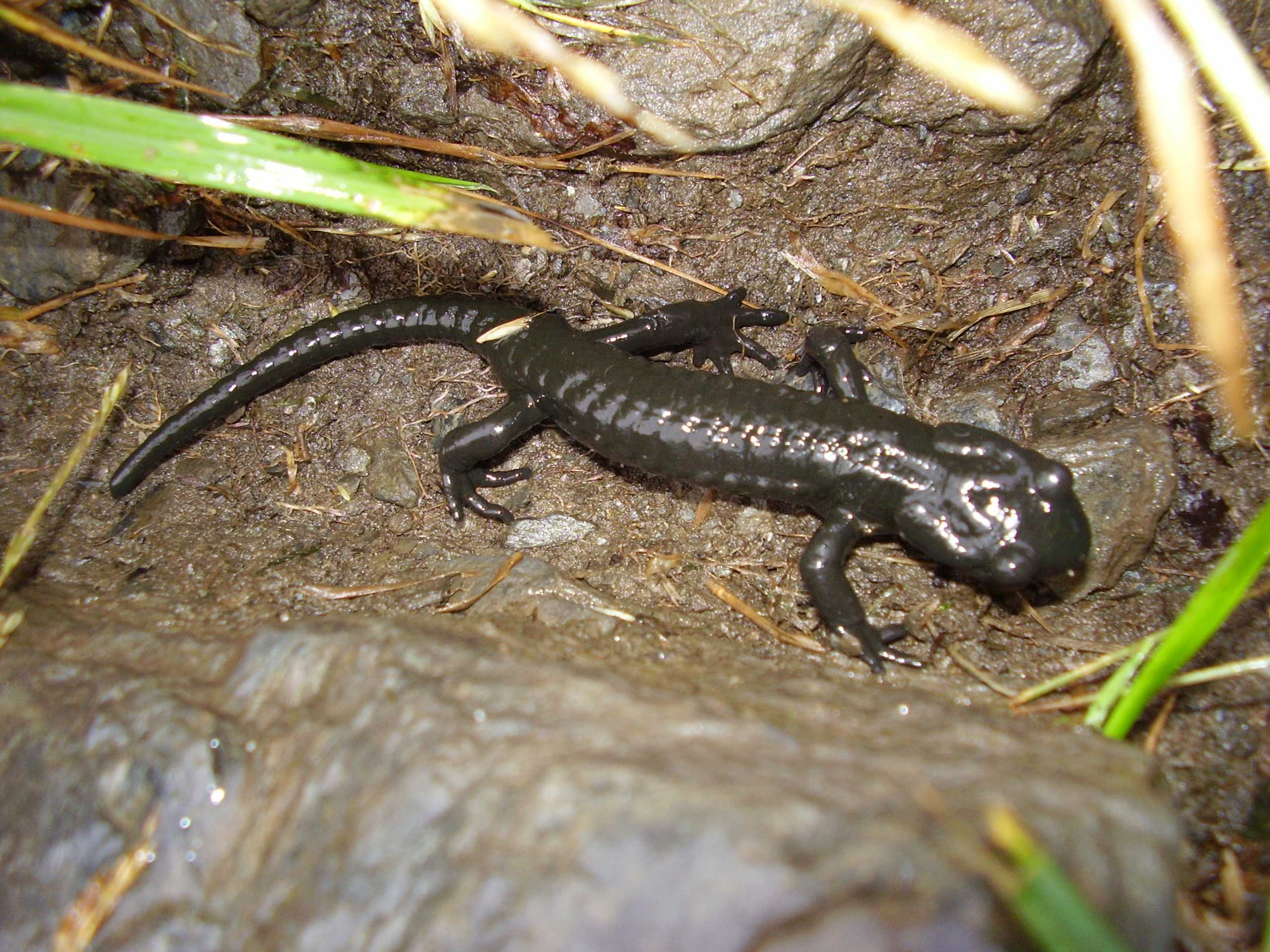
Salamandra nera fotografata sulle Alpi Orobie

## Distribuzione e habitat
Abita la zona compresa fra i 600 e i 2300 metri sul livello del mare. Nei luoghi adatti se ne può trovare un gran numero di esemplari; vive in società sotto i mucchi di pietre e i cespugli.

## Tassonomia

### Sottospecie
Oltre alla sottospecie nominale (S. a. atra) sono note le seguenti sottospecie:
- S. atra pasubiensis Bonato & Steinfartz, 2005, ristretta ad una piccola area della provincia di Vicenza, presso il monte Pasubio, ornata di piccole macchie gialle.
- S. atra aurorae Trevisan, 1982, localizzata in una ristretta area delle Prealpi Italiane;
- S. atra prenjensis Miksic, 1969, diffusa sui monti Čvrsnica e Prenj (Alpi dinariche), vicino a Sarajevo (sottospecie di validità dubbia).